# SC Fortuna Köln
SC Fortuna Köln – niemiecki klub piłkarski z siedzibą w Kolonii (Nadrenia Północna-Westfalia).

## Historia
SC Fortuna Köln powstała 21 lutego 1948 po połączeniu trzech lokalnych klubów: Victoria Köln 1911, Bayenthaler SV 1920 oraz SV Köln 1927. Spośród tych klubów Victoria Köln 1911 miała najlepsze wyniki, wygrywając Gauliga Köln-Aachen w 1941. W 1976 Fortuna połączyła się z FC Köln Alter Markt. Celem połączeń było stworzenie nowego ponadregionalnego klubu piłkarskiego.
SC Fortuna Köln uzyskała awans do Bundesligi w 1974. Największym sukcesem w historii klubu było dotarcie do finału Pucharu Niemiec w 1983, gdzie Fortuna przegrała z lokalnym rywalem 1. FC Köln.
W 1986 Fortuna była blisko awansu do Bundesligi, jednak przegrała w barażach z Borussią Dortmund. Obydwie drużyny wygrały po jednym meczu, a w meczu rozstrzygającym Borussia wygrała aż 8:0.